# Callum McBrierty
Callum McBrierty (13 de agosto de 1992) es un deportista británico que compitió en remo. Ganó una medalla de oro en el Campeonato Mundial de Remo de 2016, en la prueba de dos con timonel.

## Palmarés internacional
| Campeonato Mundial | Campeonato Mundial      | Campeonato Mundial | Campeonato Mundial |
| Año                | Lugar                   | Medalla            | Prueba             |
| ------------------ | ----------------------- | ------------------ | ------------------ |
| 2016               | Róterdam (Países Bajos) | Medalla de oro     | Dos con timonel    |